# Xavier Deluc
Xavier Deluc, właściwie Xavier Lepetit (ur. 18 marca 1958 w Caen) – francuski aktor telewizyjny, filmowy i teatralny.

## Życiorys
Urodził się w Caen, w Normandii, na Calvados. Swój debiut aktorski miał w liceum w amatorskim filmie, co zdecydowało na późniejszy wybór zawodu. Po ukończeniu liceum o profilu matematyczno-przyrodniczym w małym normandzkim miasteczku Caen, chcąc zrobić przyjemność rodzicom, zapisał się na studia biologiczne. Szybko jednak zrozumiał, że jego powołaniem jest aktorstwo. Po ukończeniu studiów teatralnych, podczas castingów poszukiwał dla siebie angażu.
W 1980 wystąpił na scenie w spektaklu Emily Brontë Wichrowe Wzgórza (Les Hauts De Hurlevent). Zagrał potem w przedstawieniach: Błękitna willa (La villa bleue, 1985), Bacchus Jeana Cocteau w reż. Jeana Marais w Théâtre des Bouffes Parisiens (1988) i Sen niemiarowy jednej nocy ponurej (Rêve intermittent d'une nuit triste, 1994).
Zdobył dwukrotnie nominację do nagrody Cezara; za kreację homoseksualnego Bernarda Mirande podejrzanego o morderstwa w dreszczowcu Szuler (La Triche, 1984) jako obiecujący aktor oraz za rolę Marca Sparka w tajemniczym filmie kryminalnym Zmarły z otwartymi oczami (On ne meurt que 2 fois, 1985) z Charlotte Rampling jako najlepszy aktor drugoplanowy.
Na ekranie grywał różnorodne role charakterystyczne żołnierzy, policjantów, pijaków i kochanków. Odniósł sukces we Francji jako komisarz policji Scherer w serialu kryminalnym Pamiętne lato (La Ligne noire, 2002).

## Filmografia
- 1981: Belles, blondes et bronzées jako Marc
- 1983: Les Branchés à Saint-Tropez jako Christian
- 1984: Szuler (La Triche) jako Bernard Mirande
- 1985: La Tentation d'Isabelle de Jacques Doillon jako Alain
- 1985: Zmarły z otwartymi oczami (On ne meurt que 2 fois) jako Marc Spark
- 1986: États d'âme jako Michel
- 1987: La Brute jako Jacques Vauthier
- 1988: Ne réveillez pas un flic qui dort jako Lutz
- 1992: Ośmiornica (La Mafia) jako Lorenzo Ribeira
- 1994: Karol Wielki (Charlemagne, le prince à cheval) jako Roland
- 1998: El pianista jako Larsen
- 2002: Pamiętne lato (La Ligne noire)
- 2005: Kamienie śmierci (Dolmen) jako Christian Bréhat
- 2005: Komisarz Moulin (Commissaire Moulin) jako Veraghen